# R4: Ridge Racer Type 4
R4: Ridge Racer Type 4 – gra wideo przeznaczona na konsolę PlayStation wyprodukowana przez Namco Limited, wydana przez Namco Limited w Japonii 3 grudnia 1998 roku, w Stanach Zjednoczonych 1 maja 1999 roku, w Europie wydana przez Sony Computer Entertainment w 1999 roku. Gra pojawiła się także na PlayStation Classic.

## Rozgrywka
R4: Ridge Racer Type 4 jest czwartą częścią z serii Ridge Racer gier wyścigowych. W grze zawarto nowe funkcje wizualizacji, trasy i samochody wyglądają lepiej. Gracz rozpoczyna grę w momencie wybrania jednej z czterech dostępnych drużyn. Po wyborze drużyny wybiera jeden z czterech aut; Lizard, Assoluto, Age Solo i Terrazi. 
R4: Ridge Racer Type 4 zawiera dodatkowy dysk na którym znajduje się oryginalne Ridge Racer w wyższej rozdzielczości. Przez pewien czas gra była również sprzedawana jako pakiet wraz z innowacyjnym kontrolerem Namco w Jogcon.